# Chiesa di Santa Margherita (Monguelfo-Tesido)
La chiesa di Santa Margherita Vergine e Martire è la parrocchiale di Monguelfo, frazione del comune di Monguelfo-Tesido, in provincia di Bolzano e diocesi di Bolzano-Bressanone; fa parte del decanato di San Candido-Dobbiaco.

## Storia

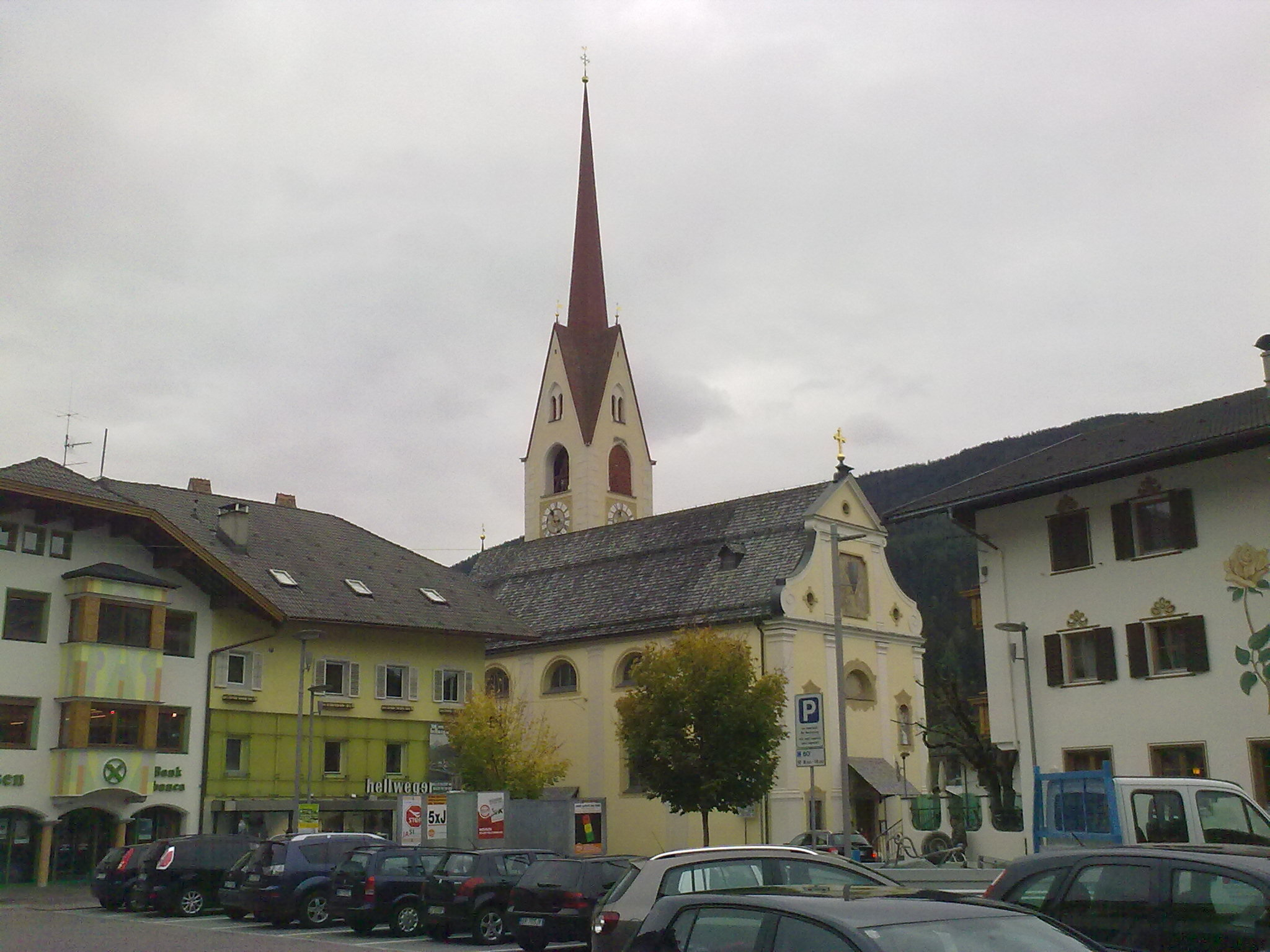
La chiesa e le case del paese

La primitiva chiesa di Monguelfo era in legno e nel 1343 fu sostituita da una nuova struttura in muratura.
Questa chiesa venne distrutta da un incendio e rifatta in stile gotico nel 1430.
L'attuale parrocchiale fu costruita in stile barocco tra il 1736 e il 1738, per poi essere ampliata tra il 1906 e il 1908.
La chiesa venne poi restaurata nel 2003 e nel 2007.

## Descrizione
La chiesa è ad un'unica navata con volta a botte, chiusa dell'abside poligonale.

Opere di pregio conservate all'interno sono la pala dell'altare maggiore raffigurante i santi Margherita, Giorgio, Ulrico, Pietro e Paolo, eseguiti da Paul Troger, dello stesso autore le tele ritraenti san Giovanni Nepomuceno mentre distribuisce elemosine ai poveri e l'Adorazione dei tre Re Magi e i dipinti della volta a botte, realizzati nel 1908 da Johann Matthias Peskoller.
Nel campanile è presente un concerto 5 campane in Re3 (Re3, Mi3, Fa#3, La3, Re4) elettrificate a slancio tirolese tutte fuse da Luigi Colbachini di Trento nel 1921. È anche presente la campana dell'agonia, fusa da Georg Grassmayr di Bressanone (BZ) nel 1717.